# ميناء أزفون
ميناء أزفون هو ميناء صيد بحري يقع في بلدية أزفون ويعتبر أحد الموانئ التاريخية لولاية تيزي وزو ومنطقة القبائل في ميدانَيْ التجارة والمواصلات البحرية.

## النقل البحري الحضري
يرتبط «ميناء أزفون» بغيره من موانئ الجزائر عبر شبكة من خطوط النقل البحري الحضري تم تدشينها في شهر أوت 2014م.
وقد انطلقت هذه الرحلات البحرية عبر خط نموذجي للنقل البحري الحضري للمسافرين يربط بين المسمكة في ميناء الجزائر وميناء الجميلة في بلدية عين البنيان للتوسع فيما بعد نحو موانئ أخرى من بينها «ميناء أزفون».
وتتم هذه الرحلات تحت إشراف المؤسسة الوطنية للنقل البحري للمسافرين.
وبعد نجاح الخط البحري من ميناء المسمكة نحو ميناء الجميلة، أو من بلدية القصبة نحو بلدية عين البنيان، تمت إضافة وجهة ميناء بجاية مرورا بـ«ميناء أزفون» في سنة 2015م انطلاقا من ميناء الجزائر.
ثم تقرر بدء من صيف 2016م توسيع وجهات النقل البحري الحضري من ولاية الجزائر نحو ولايات تيزي وزو، جيجل وتيبازة من خلال موانئ أزفون، جيجل، تيبازة وشرشال.
|  |   |  | الانطلاق    | الوجهة          | الربط              |
|  | - |  | ----------- | --------------- | ------------------ |
|  | ● |  | ميناء أزفون | ميناء بجاية     | نحو: ميناء جيجل    |
|  | ● |  | ميناء أزفون | ميناء جيجل      |                    |
|  | ● |  | ميناء أزفون | ميناء تامنتفوست | نحو: ميناء الجزائر |
|  | ● |  | ميناء أزفون | ميناء الجزائر   | نحو: ميناء الجميلة |

## الموقع
يقع «ميناء أزفون» على الشريط الساحلي لولاية تيزي وزو على بعد حوالي 80 كلم إلى الشمال الغربي من ميناء بجاية وعلى بعد حوالي 37 كلم إلى الشرق من ميناء تيقزيرت.
وهذا الموقع الرائع في الشريط الساحلي والواجهة البحرية، يجعل منه موقعا استراتيجيا مقابلا للطريق الوطني رقم 24.
يقع «ميناء أزفون» على بعد حوالي 65 كلم إلى الشمال الشرقي من مدينة تيزي وزو، ويطل على البحر الأبيض المتوسط.
ويقع هذا الميناء في ساحل منطقة القبائل.

## وظيفته

### ميناء صيد بحري
يُعتبر ميناء أزفون موقعا لنشاط صيادي الأسماك الحريصين على الحفاظ على الموارد الصيدية من التراجع عن طريق تفادي الصيد غير القانوني وعدم استعمال سفن صيد تستعمل الشباك الخاصة بصيد السمك في الأعماق.
ذلك أن صيد الأسماك التجاري في ميناء أزفون يقتضي الحفاظ على نمط الصيد التقليدي لحماية البيئة البحرية في ساحل ولاية تيزي وزو، لأن الصيادين الصغار كانوا يرجعون قبل سنة 2011م بمعدل 30 إلى 40 كيلوغراما من السمك في اليوم لكل صياد، مقابل أربعة كيلوغرامات فقط في سنة 2016م.
وعلى خلاف الصيد التقليدي عن طريق آلات الصيد البسيطة مثل الصنارة وشبكات الصيد وغيرها من المعدات التقليدية، فإن سفن الصيد بالشباك تعد العدو الأول للموارد الصيدية في ميناء أزفون لأنها تستخدم شبكة صيد تؤدي إلى تدهور ملاجئ الأسماك المتواجدة في أعماق البحر الأبيض المتوسط قبالة ولاية تيزي وزو.
وفضلا عن قيامها بالصيد في مناطق محظورة، فإن هذه السفن تمارس ضغطا رهيبا على الموارد الصيدية دون أدنى احترام للمعايير المعمول بها.
فصناعة صيد الأسماك في ميناء أزفون لم تكن تنشط فيها إلا سفينتان محليتان للصيد غير أنه كان يستقبل أكثر من ثلاثين سفينة تقدم من ولايات أخرى لترسو لمدة 24 ساعة لتمارس أثناء ذلك صيدا جائرا لا يمكن للوسط البحري أن يستريح، بينما ينبغي وفقا للمعايير أن تخرج السفينة مساء لتعود صباحا وأن تمتنع عن العمل في النهار.

### الصيد الترفيهي
تتم ممارسة الصيد الترفيهي في ميناء أزفون بجميع أشكاله والذي يعتبر غير قانوني ومن العوامل التي ساهمت في التراجع الحاد للموارد الصيدية.
وتعد منطق أزفون حوالي 60 صيادا حرفيا في حين يبلغ عدد قوارب الصيد الترفيهي 220 زورقا تصطاد وتسوق أسماكها دون ترخيص بواسطة معدات غير مراقبة انطلاقا من شواطئ جنوح السفن أين تم إحصاء ثلاثين صيادا غير قانوني.
كما أن صيد الأسماك بالرمح له مسؤولية في تراجع الإنتاج وحتى في انقراض بعض الأنواع من الأسماك في ساحل ولاية تيزي وزو.
ذلك أن مجموعات من الغطاسين تلبث في ساحل أزفون لعدة شهور من أجل صيد الأسماك بالرمح دون أن يتم إحصاء حصيلة صيدهم في حملات تقييم الموارد.

## الأسماك

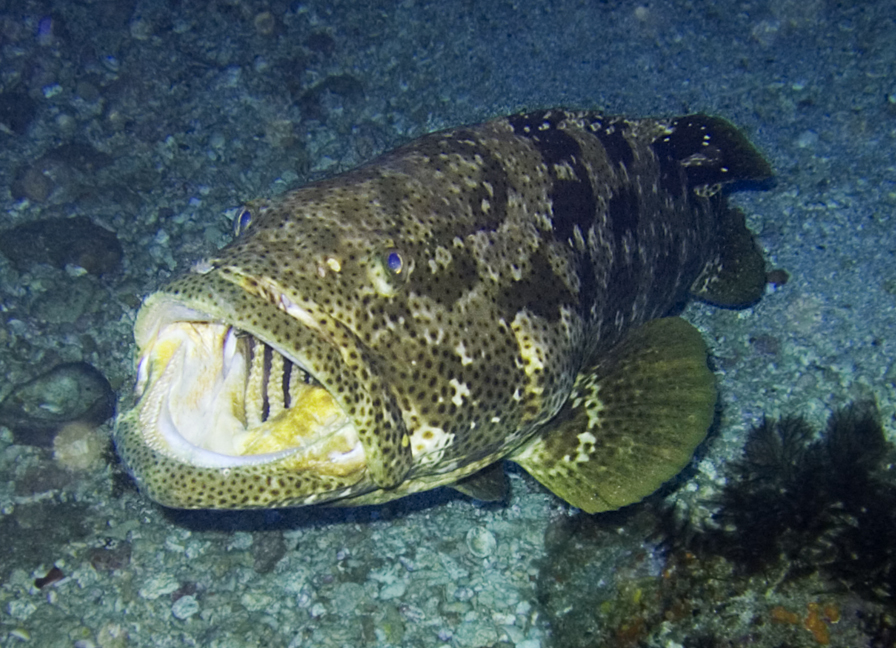
سمك الهامور

يُعتبر ساحل أزفون غنيا بأسراب «الصرصار» الذي هو نوع من الأسماك يعيش بالأعماق الوعرة والذي كاد ينقرض من السواحل الجزائرية بسبب نشاطات الغطس وصيد الأسماك بالرمح.
وليس في مقدور الصيادين الحرفيين في ميناء أزفون القيام بصيد أكثر من ثلاث إلى خمس قطع بالعام في حين يصطاد الغطاسون غير القانونيين إلى غاية 30 قطعة يوميا من خلال استغلال فترة تكاثر هذا النوع الذي يقترب كثيرا من الشواطئ من أجل وضع بيضه.
ويعاني كذلك سمك «الهامور الأصفر» من شبح الانقراض بسبب هذه الممارسات لأنه خلال فترة التكاثر يمكث هذا النوع من الأسماك لمدة ثلاثة أشهر بقرب سواحل ولاية تيزي وزو.
ذلك أن ممارسي الغطس وصيد الأسماك بالرمح يصطادون يوميا إلى غاية 70 كلغ من هذا «الهامور الأصفر» وهو ما لا يمكن تحقيقه خلال سنة كاملة من طرف الصيادين الحرفيين.
كما يشهد ساحل أزفون تواجد كل من أسماك «القيثارة» و«الرخامي» و«القاروص المقلم» وأنواعا مهددة أخرى.

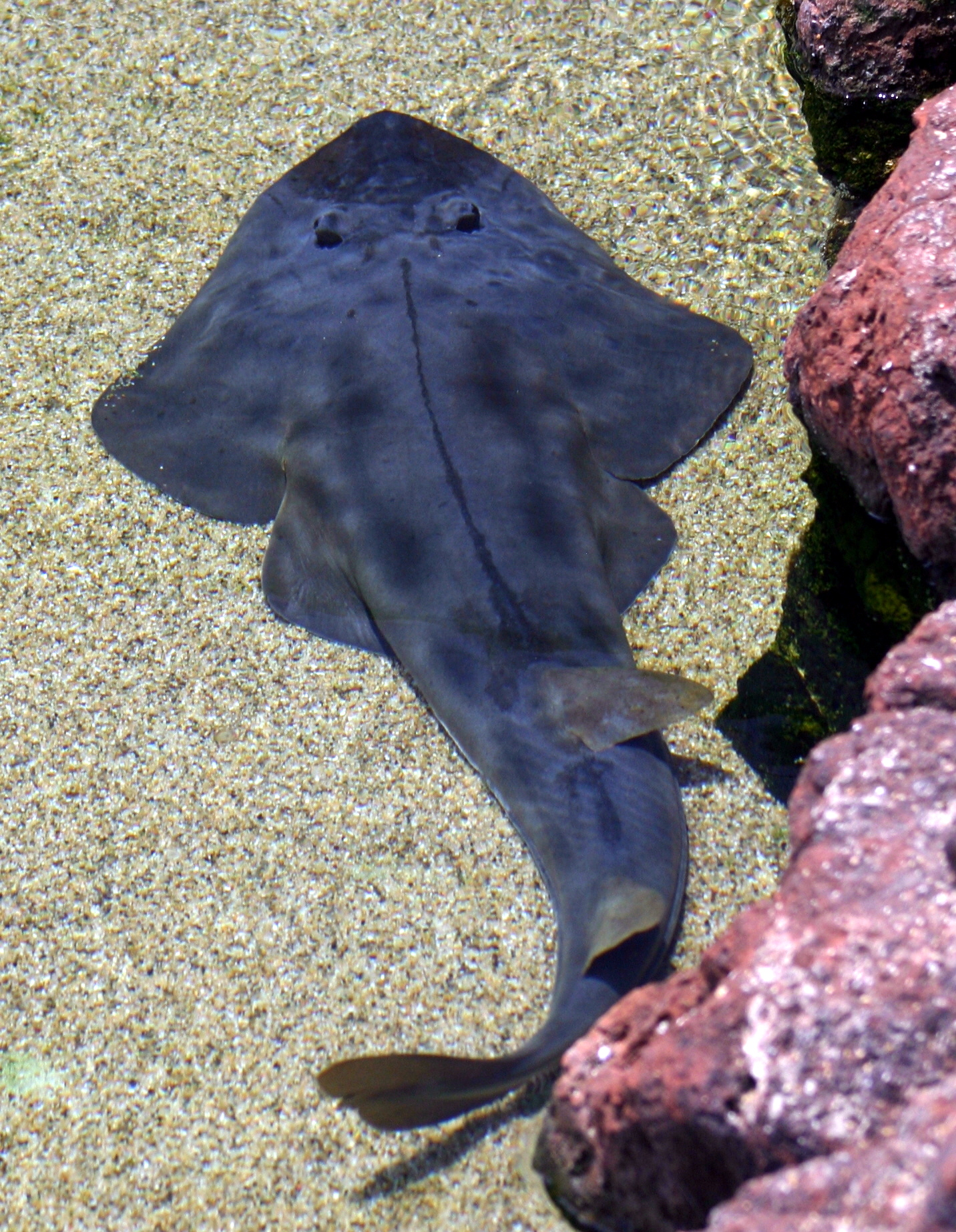
سمك القيثارة
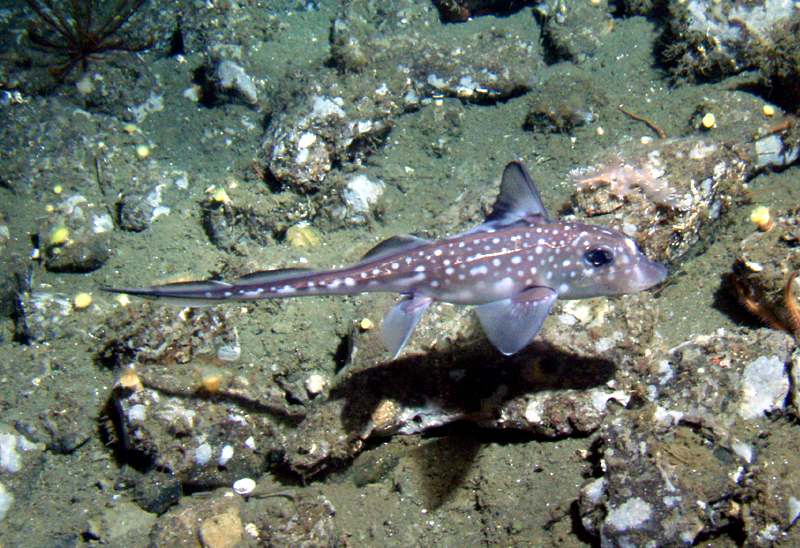
سمك الرخامي
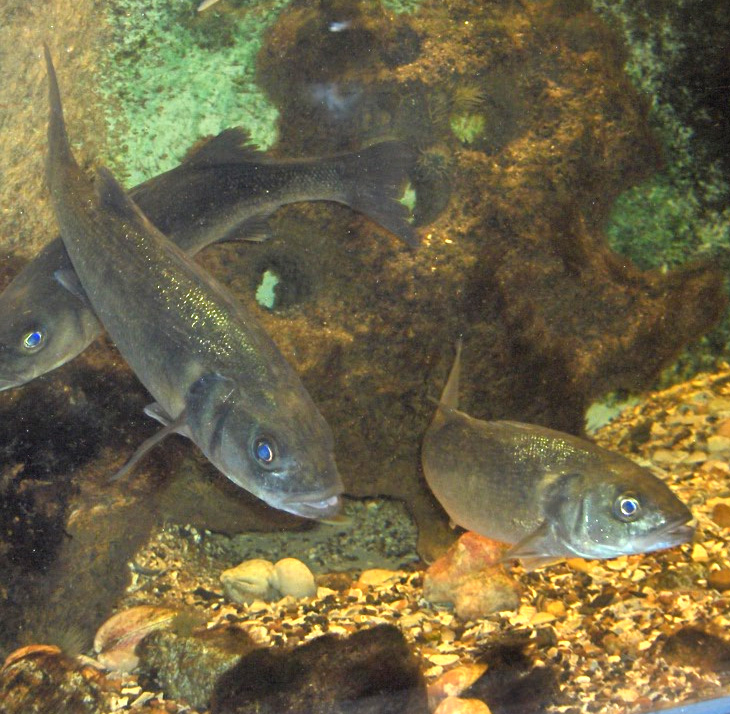
سمك القاروص المقلم

## مكتبة الصور

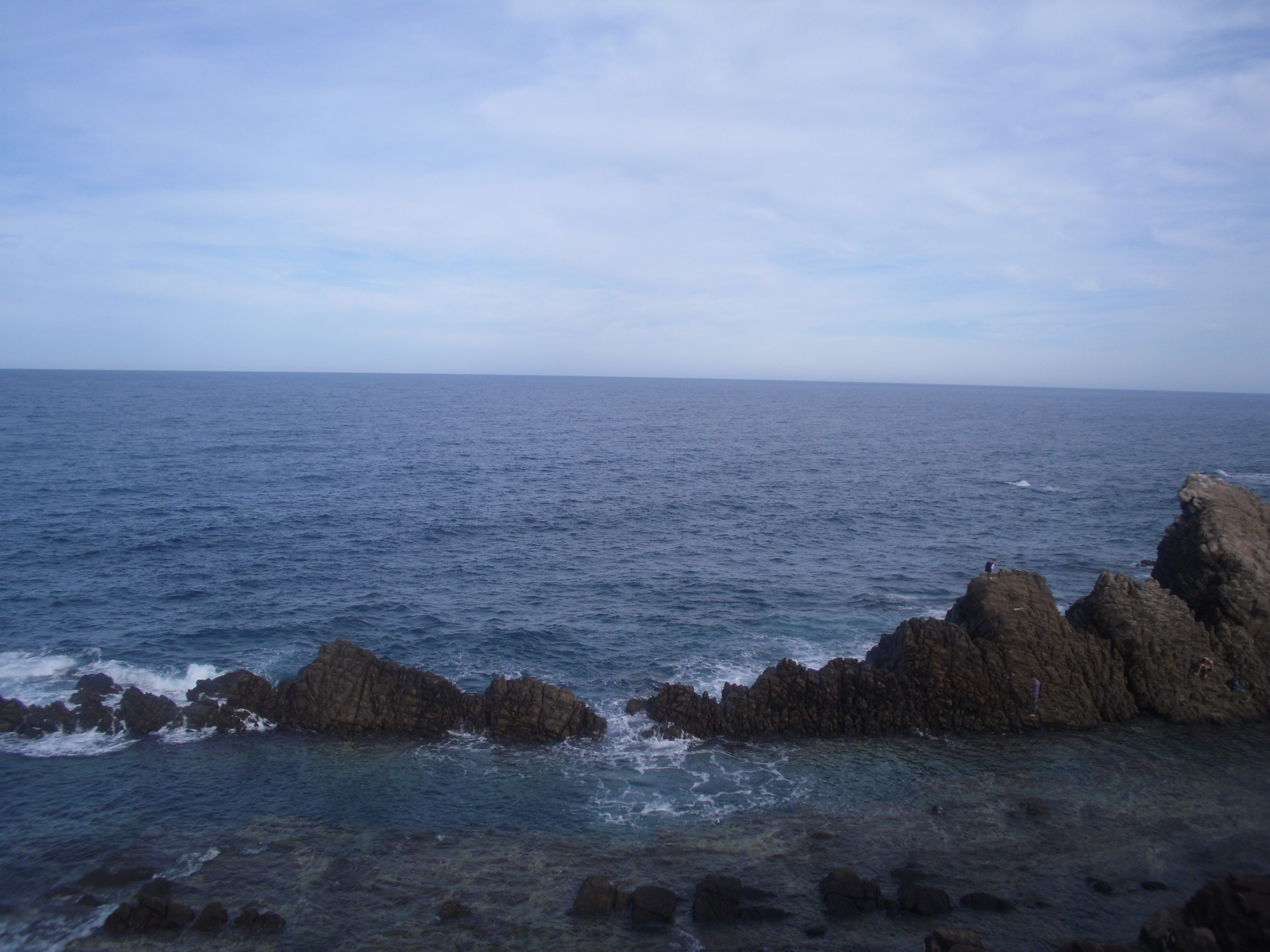
شاطئ قرب ميناء أزفون
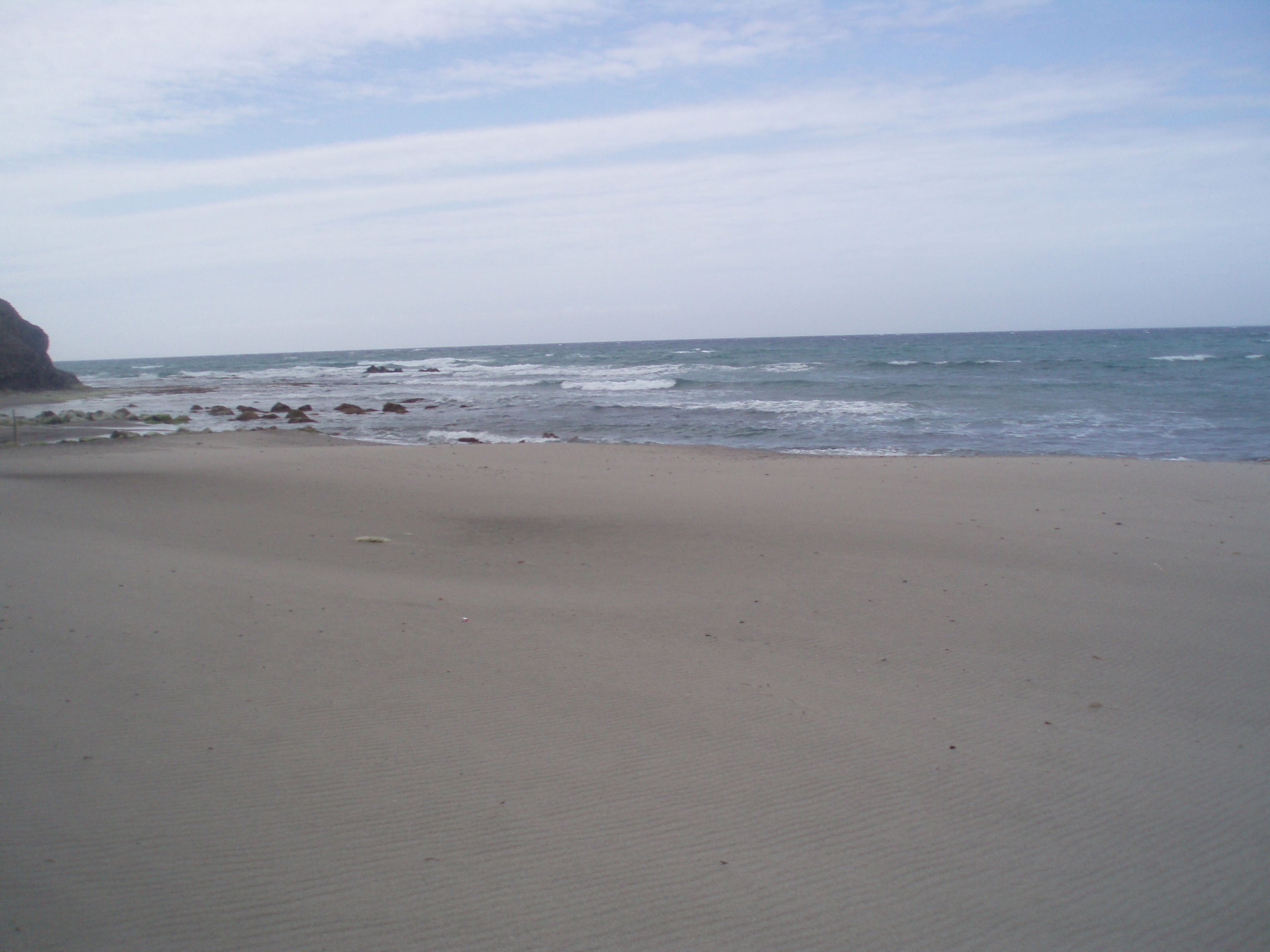
شاطئ قرب ميناء أزفون
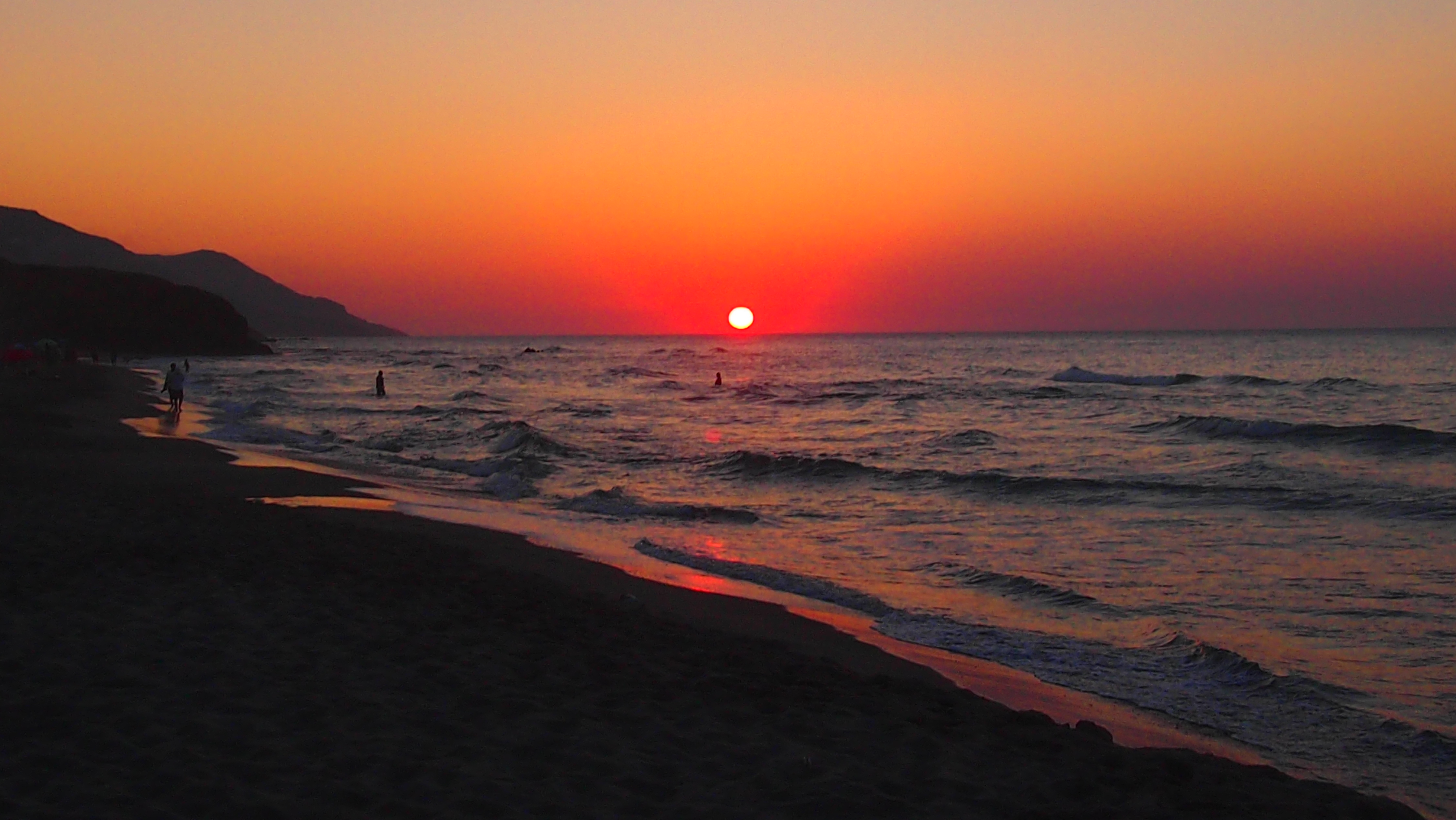
غروب الشمس قرب ميناء أزفون
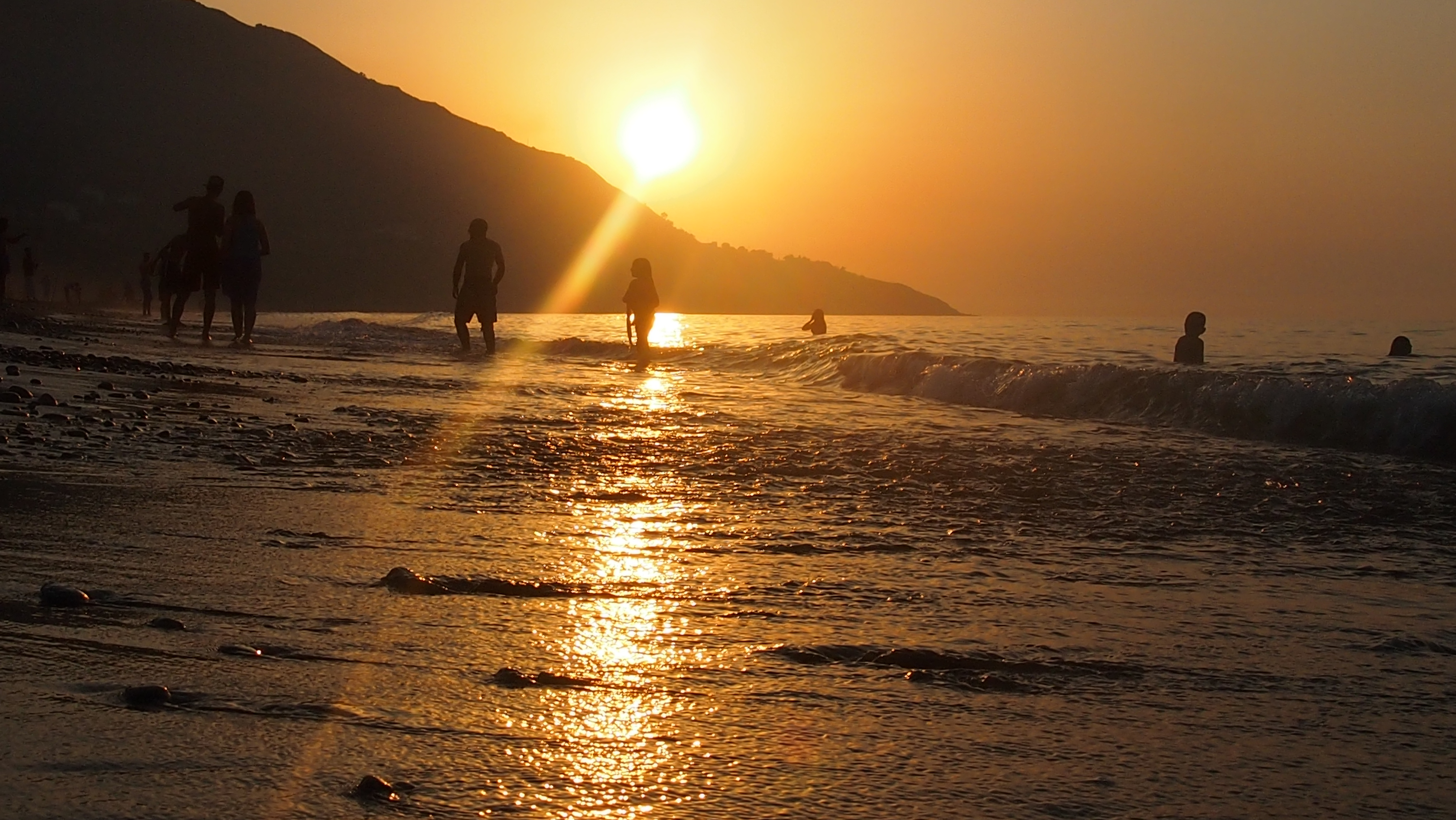
غروب الشمس قرب ميناء أزفون
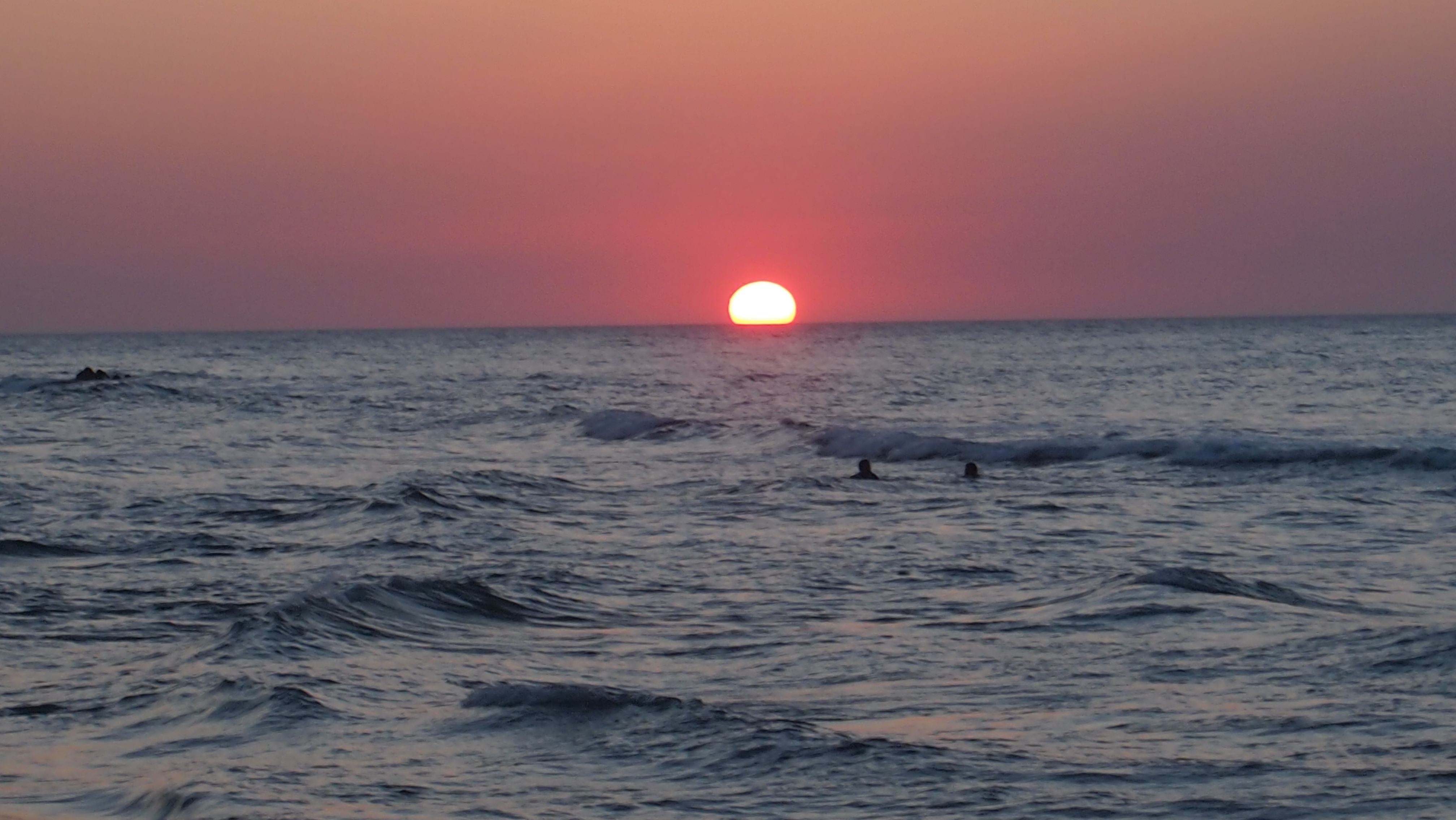
غروب الشمس قرب ميناء أزفون
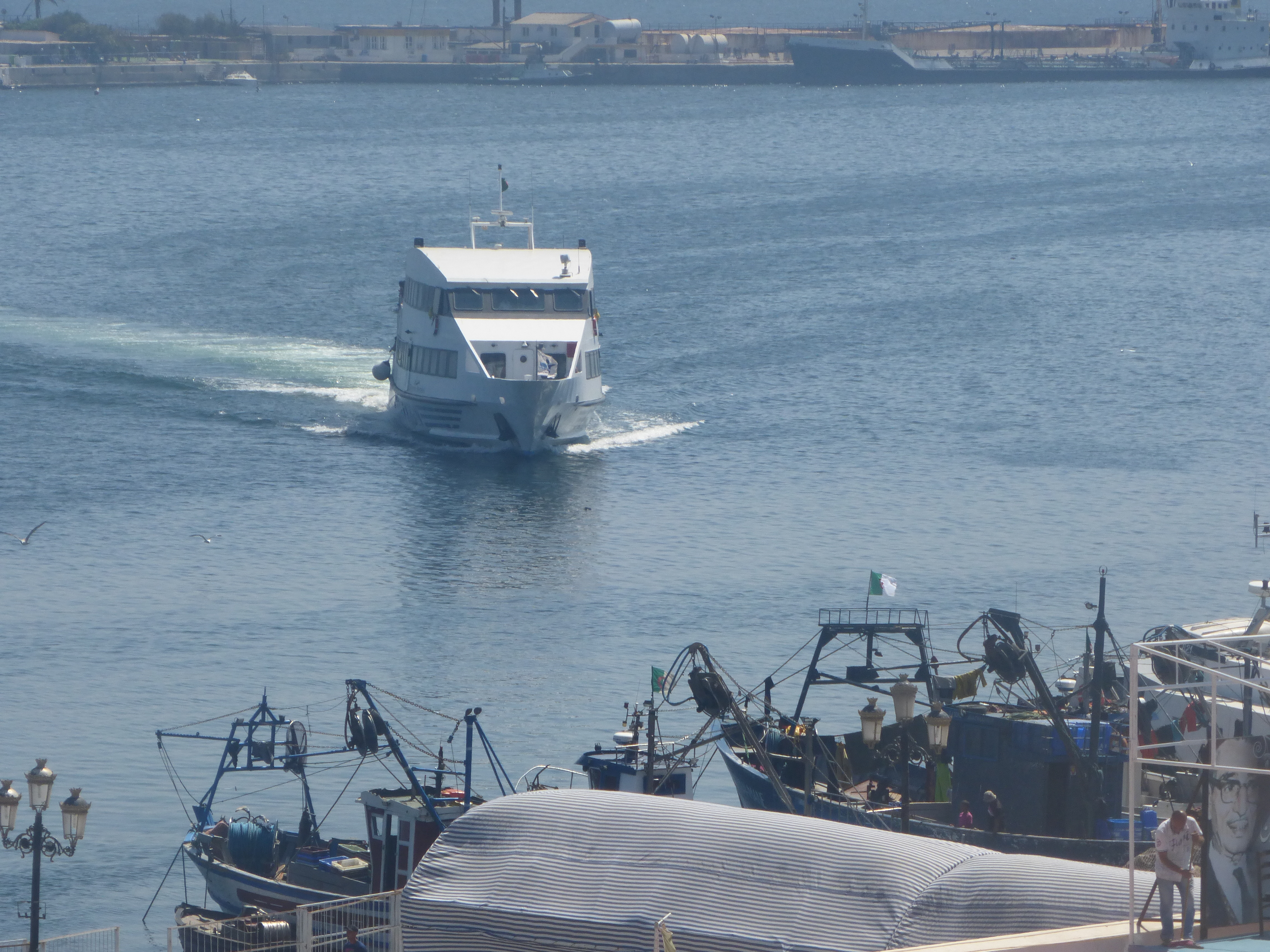
النقل البحري الحضري
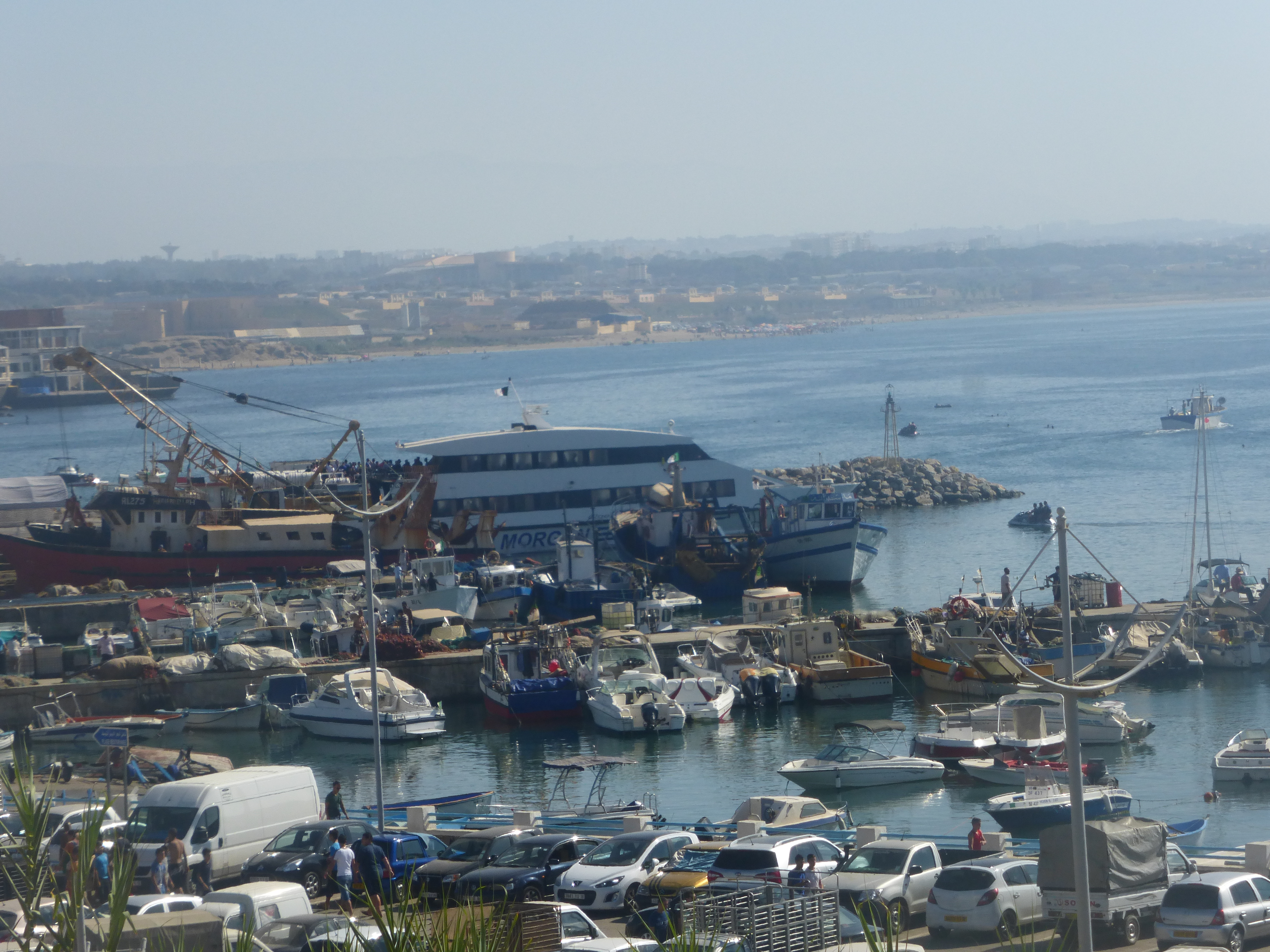
النقل البحري الحضري

### مواضيع ذات صلة
- قائمة موانئ الجزائر
- قائمة خلجان الجزائر
- الصيد البحري في الجزائر
- النقل في الجزائر
- السياحة في الجزائر
- ولاية تيزي وزو

### فيديوهات
- منظر على ميناء أزفون على يوتيوب.
- رؤية على ميناء أزفون على يوتيوب.
- صناعة السفن في ميناء أزفون على يوتيوب.
- ورشة صناعة القوارب في ميناء أزفون على يوتيوب.